# Trabécule septo-marginale
La trabécule septo-marginale (de Tandler ou arcade inférieure de Parchappe ou bandelette ansiforme de Poirier ou faisceau arqué de Testut) est une trabécule charnue du ventricule droit.

## Structure
La trabécule septo-marginale s'étend du septum interventriculaire à la base du muscle papillaire antérieur du ventricule droit le long de la paroi libre du ventricule droit.
Elle forme une double bande musculaire saillante de 2 à 5 cm de longueur.
La branche pariétale située sur la paroi libre relie la crête supraventriculaire à la base du muscle papillaire antérieur du ventricule droit. Elle contient des fibres de conduction cardiaque de la branche droite du faisceau atrio-ventriculaire.
La branche antérieure relie la face antérieure du septum interventriculaire au muscle papillaire antérieur. Elle est plus verticale que la branche pariétale. Elle contient des fibres de Purkinje.

## Anatomie fonctionnelle
La trabécule septo-marginale renforce les parois du ventricule droit, lui permettant de mieux supporter l'augmentation de la pression lorsqu'il se dilate. Il solidarise la zone inférieure de la paroi septale à la paroi postérieure du ventricule droit. 
Elle délimite deux chambres au sein du ventricule droit : la chambre de réception et la chambre d'éjection facilitant l'éjection du sang vers le tronc pulmonaire.
Elle joue un rôle dans la transmission de l'influx électrique cardiaque.